# 99 (число)
99 (дев'яно́сто де́в'ять) — натуральне число між 98 і 100.

## Математика
- 12-е триморфне число
- Число Капрекара (99²=9801, 98+01=99)

## У науці
- Атомний номер Ейнштейнію
- У Новому загальному каталозі позначається об’єкт NGC 99 — галактика типу Sc/P у сузір'ї Риби.
- У Каталозі Мессьє позначається об'єкт Мессьє M99 - галактика типу Sc у сузір'ї Волосся Вероніки.

## В інших сферах
- 99 рік; 99 рік до н. е., 1899 рік, 1999 рік
- ASCII-код символу «c»
- 99 (пісня) — пічня каліфорнійського гурту «Toto».
- Європейський маршрут E99
- 99 франків - роман Фредеріка Беґбедера
- 99 пляшок пива – популярна американська народна пісня
- Номер Вейна Ґрецкі
- Тест 99-ї сторінки